# Sasunik
Sasunik (in armeno Սասունիկ?, conosciuta anche come Nor Sasunik) è un comune dell'Armenia di 3 362 abitanti (2009) della provincia di Aragatsotn, fondata nel 1955.